# Neuer Taiwan-Dollar
Der Neue Taiwan-Dollar (chinesisch 新臺幣 / 新台币, Pinyin Xīn Táibì, ISO-4217-Code TWD; verbreitet auch NTD oder NT$) oder einfach Taiwan-Dollar ist die Währung der Republik China (Taiwan). Er wird von der Zentralbank herausgegeben.
Im Chinesischen wird die Grundeinheit des Taiwan-Dollar (wie auch des Renminbi-Yuan in der Volksrepublik China) Yuan (圓,  yuán – „runder Gegenstand, runde Münze“, oft alternativ 元) geschrieben und umgangssprachlich Kuai (塊,  kuài – „Stück“) genannt. Untereinheiten des Yuan existieren offiziell, und zwar ist (wie auch in China) ein Yuan = 10 Jiao (角,  jiǎo) = 100 Fen (分,  fēn; auch Cent). Umgangssprachlich ist für Jiao auch Mao (毛,  máo) üblich. Als Münze sind diese Einheiten derzeit allerdings nicht mehr im Umlauf.

## Stückelung
Münzen gibt es zu 50 Cent, 1, 5, 10, 20 und 50 Taiwan-Dollar sowie Banknoten zu 100, 200, 500, 1000 und 2000 Dollar. Die Scheine werden schrittweise mit neuen Sicherheitsmerkmalen versehen, bis April 2007 waren dies 200-, 500-, 1000- und 2000-Dollar-Noten. Die Münzen zu 20 Taiwan-Dollar und 50 Cent sowie die Banknoten zu 200 bzw. 2000 Dollar wurden seit längerer Zeit nicht mehr in Umlauf gebracht und sind daher selten.
| Nennwert    | Bild | Vorderseite                                                  | Rückseite                                | Wasserzeichen               | Format      | Ausgabedatum      | Ende der Gültigkeit | Bemerkungen     |
| ----------- | ---- | ------------------------------------------------------------ | ---------------------------------------- | --------------------------- | ----------- | ----------------- | ------------------- | --------------- |
| 100 Dollar  |      | Sun Yat-sen, „Das Kapitel der großen Harmonie“ von Konfuzius | Zhongshan-Gebäude                        | Ume und Zahl 100            | 145 × 70 mm | 2. Juli 2001      |                     |                 |
| 200 Dollar  |      | Chiang Kai-shek, Thema der Landreform und Bildung            | Präsidentenpalast                        | Orchidee und Zahl 200       | 150 × 70 mm | 2. Januar 2002    |                     |                 |
| 500 Dollar  |      | Jugendbaseball                                               | Taiwan-Sikahirsch und Dabajian Shan      | Bambus und Zahl 500         | 155 × 70 mm | 15. Dezember 2000 | 1. August 2007      | Ohne Holografie |
| 500 Dollar  |      | Jugendbaseball                                               | Taiwan-Sikahirsch und Dabajian Shan      | Bambus und Zahl 500         | 155 × 70 mm | 20. Juli 2005     |                     | Mit Holografie  |
| 1000 Dollar |      | Grundschulbildung                                            | Mikadofasan und Yushan                   | Chrysanthemen und Zahl 1000 | 160 × 70 mm | 3. Juli 2000      | 1. August 2007      | Ohne Holografie |
| 1000 Dollar |      | Grundschulbildung                                            | Mikadofasan und Yushan                   | Chrysanthemen und Zahl 1000 | 160 × 70 mm | 20. Juli 2005     |                     | Mit Holografie  |
| 2000 Dollar |      | FORMOSAT-1, Technologie                                      | Taiwanischer Masu-Lachs und Nanhu Dashan | Kiefer und Zahl 2000        | 165 × 70 mm | 1. Juli 2002      |                     |                 |

## Geschichte
Nach der Niederlage Chinas im Ersten Japanisch-Chinesischen Krieg befand sich die Insel Taiwan von 1895 bis 1945 unter japanischer Herrschaft. Nach der Niederlage Japans im Zweiten Weltkrieg führte die Republik China den (alten) Taiwan-Dollar als „provisorische“ Währung ein. Taiwanische Yen, die Währung während der japanischen Kolonialzeit, wurden im Verhältnis 1:1 in Taiwan-Dollar getauscht. 
Als Folge der Hyperinflation in der zweiten Hälfte der 1940er Jahre wurde 1949 der Neue Taiwan-Dollar eingeführt. Alte Taiwan-Dollar wurden im Verhältnis 40.000:1 in Neue Taiwan-Dollar getauscht.

## Umtausch
Der Taiwan-Dollar ist nur auf dem inländischen Devisenmarkt konvertibel. Die Kurse zum US-Dollar, dem Euro und den anderen ausländischen Währungen bestimmen sich durch den Handel zwischen den Geschäftsbanken. Bei zu großen Kursschwankungen interveniert die Zentralbank durch Ankäufe bzw. Verkäufe. Der legale Umtausch ist nur bei den Wechselstuben in Flughäfen sowie bei bestimmten Banken möglich.